# Ján Greguš (fotbalista, 1991)
Ján Greguš (* 29. ledna 1991 v Nitře) je slovenský fotbalový záložník a reprezentant, od léta 2016 hráč amerického  klubu Nashville SC. Mimo Slovensko působil na klubové úrovni v Česku, Anglii, Dánsku a USA.

## Klubová kariéra
Svoji fotbalovou kariéru začal v FC Nitra, kde prošel všemi mládežnickými kategoriemi.

### FC Nitra
V roce 2009 se propracoval do prvního týmu, kde během celého svého působení odehrál 4 zápasy, ve kterých se střelecky neprosadil.

### FC Baník Ostrava
Po konci smlouvy zamířil na své první zahraniční angažmá do Baníku Ostrava. V Ostravě předváděl kvalitní výkony a i díky tomu se o něj začaly zajímat zahraniční kluby. Na jaře a na podzim 2013 hostoval v Boltonu Wanderers. V prosinci téhož roku se vrátil zpět do Baníku. "Rok, který v Anglii strávil, mu dal cenné zkušenosti. Věřím, že bude připraven." poznamenal sportovní ředitel Baníku Radek Slončík. S Baníkem bojoval v sezoně 2013/14 o záchranu v 1. lize, což se nakonec zdařilo. V ročníku 2014/15 15. srpna 2014 zařídil vítěznou trefou výhru 1:0 Na Letné proti domácí Spartě Praha. V podzimní části sezony byl kapitánem týmu. Celkem za tým nastoupil k 94 zápasům, ve kterých vstřelil 4 branky.

### Bolton Wanderers FC (hostování)
V lednu 2013 přijal nabídku anglického druholigového Boltonu Wanderers na roční hostování s možností opce na trvalý přestup. Neprosadil se však do A-týmu a tak se po roce vrátil zpět do Baníku.

### FK Baumit Jablonec
V prosinci 2014 jej získal klub FK Baumit Jablonec, kde hráč podepsal smlouvu do léta 2018 a ponechal si číslo dresu 24.
V dresu Jablonce debutoval 20. února 2015 proti 1. FC Slovácko. Nastoupil v základní sestavě (výhra 2:1). První ligové góly v dresu Jablonce si zaknihoval 10. dubna 2015 proti FC Hradec Králové, dvěma trefami podpořil vítězství 4:0.

V odvetě 3. předkola Evropské ligy 2015/16 přispěl gólem z přímého kopu k výhře 3:2 na hřišti FC Kodaň a tedy k postupu do 4. předkola (první zápas skončil domácí porážkou Jablonce 0:1). V odvetě 4. předkola (play-off předkolo) proti nizozemskému klubu AFC Ajax nevyužil možnost poslat svůj tým do vedení z nařízeného pokutového kopu a Jablonec po remíze 0:0 a předchozí porážce 0:1 z evropského poháru vypadl.

### FC Kodaň
V červnu 2016 se během EURA 2016 ve Francii dohodl na přestupu z Jablonce do dánského klubu FC Kodaň. S Kodaní si zahrál v hlavní fázi Ligy mistrů UEFA 2016/17. Ve své první sezóně v Dánsku (2016/17) získal double, mistrovský titul v dánské nejvyšší lize Superligaen a triumf v dánském poháru.

## Reprezentační kariéra

### Mládežnické reprezentace
Greguš působil v mládežnických reprezentacích Slovenska včetně týmu do 21 let, kde byl kapitánem. Zúčastnil se kvalifikace na Mistrovství Evropy hráčů do 21 let 2013 konaného v Izraeli, kde Slovensko obsadilo s 15 body druhé místo v konečné tabulce skupiny 9 za první Francií (21 bodů). Skóroval 11. října 2011 proti domácímu Lotyšsku (výhra Slovenska 6:0). Slovensko se na závěrečný šampionát neprobojovalo přes baráž, v níž vypadlo po prohrách 0:2 doma i venku s Nizozemskem.

### A-mužstvo
23. března 2015 jej trenér Ján Kozák poprvé nominoval do A-mužstva Slovenska pro kvalifikační zápas na EURO 2016 proti Lucembursku (27. 3. v Žilině) a přátelské utkání proti České republice (31. 3. v Žilině). Debutoval na Štadióně pod Dubňom v Žilině v zápase proti České republice (výhra 1:0), odehrál kompletní střetnutí a přihrál Ondreji Dudovi na vítězný gól.
Trenér Ján Kozák jej vzal na EURO 2016 ve Francii, kam se Slovensko probojovalo poprvé v éře samostatnosti. Nastoupil pouze v osmifinále proti reprezentaci Německa (porážka 0:3 a vyřazení ze šampionátu).

### Reprezentační zápasy a góly
Zápasy Jána Greguše v A-mužstvu Slovenska
| Rok                | Zápasy | Góly |
| ------------------ | ------ | ---- |
| 2015               | 4      | 0    |
| 2016               | 7      | 0    |
| 2017               | 3      | 1    |
| Celkem             | 14     | 1    |
| Platí k 3. 9. 2017 |        |      |

Seznam gólů Jána Greguše v A-mužstvu slovenské reprezentace
| 010                | 26. 3. 2017 | Národní stadion Ta' Qali, Ta' Qali, Malta | Malta | 01:2 0(41.) | 1:3 | kvalifikace na MS 2018 |
| Platí k 3. 9. 2017 |             |                                           |       |             |     |                        |